# Say (All I Need)
"Say (All I Need)" é uma canção da banda americana OneRepublic. É o terceiro single lançado do álbum de estreia Dreaming Out Loud e segue o sucesso global do seu anterior dez singles top, "Apologize" e "Stop and Stare". O vocalista, Ryan Tedder comentou que "Say (All I Need") é sua "canção favorita no álbum". Todos os cinco membros da banda Tedder, Zach Filkins, Drew Brown, Eddie Fisher e Brent Kutzle na escrita de partes dela e compor créditos sobre a canção. O single foi lançado no Reino Unido em 02 de junho de 2008 e apresenta o sua versão "Live Lounge" onde contém "Mercy" de Duffy único. O single foi lançado em 24 de junho de 2008 nos Estados Unidos.
A canção foi gravada no Foguete Carousel Studios, em Culver City pelo produtor Greg Wells e Drew Pearson. O refrão da música foi apresentado durante a temporada mais recente de The Hills. Também destaque no episódio piloto da série de TV, The Vampire Diaries. Em 3 de julho de 2008, OneRepublic fez uma aparição em So You Think You Can Dance (4 ª Temporada) para uma performance ao vivo de "Say (All I Need)". Na França, a canção foi gravada em dueto com a cantora francesa Sheryfa Luna e foi rebatizado como Say (À l'infini).

## Faixas
1. "Say (All I Need)" - 3:50
2. "Mercy" (Radio 1 Live Lounge) - 3:43

### Single francês
1. "Say (À l'infini)" (feat. Sheryfa Luna) - 3:55
2. "Say (All I Need)" - 3:51

## Videoclipe
O videoclipe da oficial música  de "Say (All I Need)" foi filmado em Paris, França, e dirigido por. Filmado parcialmente em preto e branco o vídeo começa com o som dos sinos das igrejas despertando Tedder. Ele veste um casaco e pega um pequeno jornal na cor preta e sai de casa. Quando ele sai da casa ele passa por Chris Cornell, que faz uma aparição. A música começa e vemos Tedder andar e às vezes correndo por toda a cidade perto de tais marcos famosos de Paris como o Sacre Coeur, aparentemente em busca de algo, enquanto outros membros da banda são vistas em diferentes locais por toda a cidade. Drew Brown é visto andando de Vespa scooter e Zach Filkins, Eddie Fisher, e Brent Kutzle têm individuais close-ups em uma ponte e descendo alguns becos cobertos de grafite. A banda também é visto tocando a música em um matadouro em Paris, apartamentos e agora os artistas. Enquanto a música incha e começa a atingir o clímax Tedder continua correndo pela cidade, entra em um prédio e sobe uma escada em espiral até o topo. Ao chegar ao topo, ele sai de um telhado com uma vista deslumbrante da cidade ao entardecer. Ele então toma o pequeno jornal preto do bolso e escreve, "diga", terminando o vídeo da música.
Tedder deu esta explicação para o significado da canção, "Essa música é sobre ser feliz com o que você tem na vida, e não ficar obcecado com o que você não tem. Quer se trate de uma pessoa ou relacionamento, amor ou sucesso, ou mesmo a fama". "Nós queríamos fazer uma obra de arte e fazer algo bonito e inspirador", disse Tedder.

## Desempenho nas paradas
| Top (2007)                            | Melhor posição |
| ------------------------------------- | -------------- |
| Alemanha - Media Control              | 41             |
| Bulgária - Bulgaria Top 40            | 26             |
| Canadá - Canadian Hot 100             | 75             |
| Canadá - Hot Canadian Digital Singles | 45             |
| Estados Unidos - Billboard Pop Songs  | 70             |
| Estados Unidos - Digital Songs        | 57             |
| Irlanda - Irish Singles Chart         | 48             |
| Países Baixos - Dutch Singles Chart   | 32             |
| Reino Unido - UK Singles Chart        | 51             |
| Chéquia - Czech Airplay Chart         | 30             |